# Бирино
Бирино (на македонска литературна норма: Бирино) е село в община Крушево, Северна Македония.

## География
Селото е разположено южно от Крушево.

## История
В „Етнография на вилаетите Адрианопол, Монастир и Салоника“, издадена в Константинопол в 1878 година и отразяваща статистиката на населението от 1873 година Берино (Bérino) е посочено като село с 18 домакинства и 87 жители българи.
На Етнографската карта на Битолския вилает на Картографския институт в София от 1901 година Бирино е чисто българско село в Прилепската каза на Битолския санджак със 7 къщи. Същевременно Бирино е и смесено село българи, албанци и власи в Битолската каза на Битолския санджак с 35 къщи.
Според Никола Киров („Крушово и борбите му за свобода“) към 1901 година Бирино има 8 български къщи.
Църквата „Свети Илия“ в селото е от XIX век.
Според преброяването от 2002 година селото е без население.

## Личности
Родени в Бирино
- Блаже Кръстев Биринчето (1873 – 1911), български революционер, взел дейно участие в отблъскването на въоръжената сръбска пропаганда в Македония
- Коле Биринчето, български революционер, участник в Илинденско-Преображенското въстание[7]
- Спасе Тоелски, български революционер, участник в Илинденско-Преображенското въстание[7]
- Тале Пероски, български революционер, участник в Илинденско-Преображенското въстание[7]